# Ayenia palmeri
Ayenia palmeri är en malvaväxtart som beskrevs av Asa Gray. Ayenia palmeri ingår i släktet Ayenia och familjen malvaväxter. Inga underarter finns listade i Catalogue of Life.